# 耶穌聖心主教座堂 (邦美蜀)
耶穌聖心主教座堂 (英语：Sacred Heart Cathedral)又名邦美蜀主教座堂（Buôn Ma Thuột Cathedral）是天主教邦美蜀教区（拉丁语：Dioecesis Banmethuotensis）的主教座堂，位于越南南部西原多乐省省会邦美蜀市潘周楨路2号。 
教堂于1957年开始建造，次年竣工，可容纳1200名信徒。
该堂遵循拉丁礼仪，邦美蜀教区由教宗保禄六世创立于1967年。现任主教为阮文彬。